# خورکووکا
خورکووکا (به لهستانی:  Chorkówka) یک روستا در لهستان است که در گمینا خورکووکا واقع شده‌است. خورکووکا ۷۶۰ نفر جمعیت دارد.